# Malula
Malula (arabsko معلولا, aramejsko ܡܥܠܐ) je vas z okoli 2000 prebivalci v zahodnem delu Sirije, približno 56 km severno od Damaska, ob obronkih gorovja Antilibanon.
Pretežno krščanska vas (večina vaščanov pripada grškokatoliški cerkvi - melkite) skupaj s še dvema bližnjima vasema velja za enega zadnjih krajev, kjer se je še ohranilo zahodno narečje aramejščine. 
Nekatere okoliške jame pričajo že o prazgodovinski poselitvi, druge so bile izkopane v grškem in rimskem obdobju. Kmalu po pojavu krščanstva so v njih pred preganjlaci skrivali prvi kristjani in Malula je tako postala eno prvih središč te vere. Krščanstvo je doživelo razcvet v bizantinskem obdobju. 
Po legendi so Teklo, hči enega selevkidskih princev in učenko sv. Pavla, zaradi spreobrnitve v krščanstvo preganjali očetovi vojaki. Ko je pribežala ob vznožje stene, se je že zdelo, da je ujeta, vendar je bila njena molitev uslišana. V steni je zazijala razpoka, skozi katero ji je uspelo pobegniti. Po tej razpoki je vas tudi dobila ime, ki v aramejščini pomeni »vhod«.
Samostan sv. Tekle (Deir Mar Takla) stoji neposredno pod skalami v vzhodnem delu vasi, kjer se pričenja maloprej omenjena soteska oz. razpoka. Današnji samostan je novejšega nastanka in se ni ohranilo ničesar od izvirnega bizantinskega samostana. Glavna samostanska kapela vsebuje nekaj ikon, najprivlačnejši za romarje pa je oltar sv. Tekle, zgrajen v votlini tik nad samostanom. Tam naj bi bil tudi svetničin grob.
Pri samostanu se pričenja ozka soteska z visokimi in strmimi stenami, ki se ponekod razširijo. Izdolbla jo je voda s planote, po legendi pa naj bi čeznjo pobegnila sv. Tekla. V soteski najdemo več lukenj, izkopanih, da bi služile verskim obredom. Soteska vodi vse do vrha stene in se konča v bližini sodobnega hotela prav na robu prepada.
Še nekoliko zahodneje od tega hotela, ravno tako na robu prepada, stoji samostan sv. Sergeja in Baha. (Deir Mar Sarkis). Postavili so ga v 4. stoletju na mestu, kjer je pred tem stal tempelj grškega boga Apolona. Oba svetnika sta po legendi bila rimska vojaka iz postojanke v Rasafi in sta sprejela krščanstvo. Ker sta zavrnila žrtvovanje Jupitru, so ju usmrtili. 
Samostan, kamor se vstopi skozi nizka vhodna vrata, vsebuje dvorišče, v zahodnem delu pa samostansko cerkev. Polkrožni oltar osrednje ladje s svojo obliko dokazuje, da je nastal že pred letom 325, ko so na nicejskem koncilu predpisali štirikotno obliko. Sedem centimetrov debela marmornata obroba oltarja izvira še iz poganskih časov, ko so žrtvovali živali in v njih zbirali kri. Na kupoli nad oltarjem leve ladje je naslikana freska z Jezusom in Marijo v nebesih, ki ju obkrožajo vsi štirje evangelisti. Ikonostas (spodnji del sestoji iz kamnitih blokov prvotnega templja) je z ikonami v 19. stoletju poslikal Sveti Mihael s Krete. Na stebru (tudi kapitli stebrov izvirajo iz prvotnega templja), ki ločuje osrednjo in desno ladjo, lahko vidimo sliko z redkim motivom: na isti sliki sta naslikana tako Kristusovo križanje kot zadnja večerja. Nad loki, ki ločujejo cerkvene ladje, so v kamne vzidani še kosi lesa, ki naj bi cerkev dodatno ojačali pred potresi. Analize so pokazale, da je ta les libanonske cedre star okoli 2000 let in tako najverjetneje tudi še iz prvotnega templja. 
Slikovit je tudi pogled na stari del vasi, zgrajen ob vznožju stene, kjer je večina z ozkimi ulicami ločenih hiš ali peščeno rumene ali srebrno modre barve, med njimi pa je mogoče najti več manjših cerkva. Zaradi vsega naštetega danes vas privlači številne romarje, tako krščanske kot tudi muslimanske.